# Michael Maittaire
Michael Maittaire (født 1668, død 18. september 1747 i London) var en fransk filolog og bibliograf.
Hans forældre, der var protestanter, forlod deres fædreland ved Nantes-ediktets ophævelse og drog til England; der fik Mattaire så et professorat og levede der, nogle rejser fraregnede, til sin død. Han var meget frugtbar som udgiver og lærd forfatter; men den bog af ham, der især har bevaret hans navn, og som endnu har bevaret en del af sit værd, er Annales typographici (5 bind, Haag og London 1719—41), der omfatter den trykte litteratur fra bogtrykkerkunstens opfindelse til 1664; et supplement gav Michael Denis i 2 bind (Wien 1789). Desuden udgav Mattaire blandt andet 33 bind græske og latinske klassikere samt Nye Testamente på græsk.